# Дубовцева, Анна Фёдоровна
Анна Фёдоровна Дубовцева (12 февраля 1927 — 25 августа 1979) — заведующая молочно-товарной фермой колхоза «Красный Октябрь» Кумёнского района Кировской области. Герой Социалистического Труда и делегат XXIV съезда КПСС.

## Биография
Анна Дубовцева родилась 12 февраля 1927 года в деревне Чекоты Вятского уезда Вятской губернии (ныне Кумёнский район Кировской области) в семье Фёдора Алексеевича Коробейникова, который в 1948 году стал Героем Социалистического Труда. Окончила семилетку. Весной 1944 года начала работать дояркой колхоза «Красный Октябрь» Кумёнского района Кировской области. Позднее по представлению руководства колхоза была направлена на обучение в трёхгодичную школу руководящих кадров. После окончания школы начала трудиться заведующей молочно-товарной фермой колхоза «Красный Октябрь». За высокие трудовые достижения по надоям молока по итогам семилетки Анна Дубовцева была награждена орденом «Знак Почёта», а по итогам восьмой пятилетки орденом «Октябрьской Революции».
В 1972—1973 годах за 9 месяцев зимовки Анна Дубовцева надоила по 2905 килограмм молока от коровы при взятом обязательстве в 2800 килограмм. 6 сентября 1973 года указом Президиума Верховного Совета СССР за большие успехи, достигнутые во Всесоюзном социалистическом соревновании и проявленную трудовую доблесть в выполнение принятых обязательств по увеличению производства и заготовок продуктов животноводства в зимний период 1972—1973 годов Анне Фёдоровне Дубовцевой присвоено звание Героя Социалистического Труда с вручением ордена Ленина и золотой медали «Серп и Молот».
В 1971 году Анна Дубовцева была делегатом XXIV съезда КПСС. Скончалась 25 августа 1979 года в селе Вожгалы Кумёнского района Кировской области.

## Награды
- Орден «Знак Почёта», 22 марта 1966 года
- Орден Октябрьской Революции, 8 апреля 1971 года
- Орден Ленина, 6 сентября 1973 года
- Медаль «Серп и Молот», 6 сентября 1973 года